# NGC 2713
NGC 2713 est une vaste galaxie spirale barrée située dans la constellation de l'Hydre. NGC 2713 a été découverte par l'astronome allemand Albert Marth en 1864.

## Caractéristiques
La classe de luminosité de NGC 2713 est I-II et elle présente une large raie HI. Selon la base de données Simbad, NGC 2713 est une galaxie LINER, c'est-à-dire une galaxie dont le noyau présente un spectre d'émission caractérisé par de larges raies d'atomes faiblement ionisés.

### Distance
Sa vitesse par rapport au fond diffus cosmologique est de 4 198 ± 21 km/s, ce qui correspond à une distance de Hubble de 61,9 ± 4,4 Mpc (∼202 millions d'al).
À ce jour, neuf mesures non basées sur le décalage vers le rouge (redshift) donnent une distance de 31,334 ± 12,593 Mpc (∼102 millions d'al), ce qui est à l'intérieur des valeurs de la distance de Hubble.

### Morphologie
NGC 2713 a été utilisée par Gérard de Vaucouleurs comme une galaxie de type morphologique (R1')SB(rs)ab dans son atlas des galaxies,.

## Supernova
La supernova SN 1968E a été découverte dans NGC 2713 le 19 février 1968 l'astronome mexicain Enrique Chavira Navarrete. Le type de cette supernova n'a pas été déterminé.